# Shorea lamellata
Shorea lamellata (tiếng Anh thường gọi là White Meranti) là một loài thực vật thuộc họ Dipterocarpaceae. Loài này có ở Indonesia và Malaysia.